# Хаапай (острови)
Острови Хаапай (тонг. Haʻapai, англ. Haʻapai) — група островів у центральній частині Королівства Тонга в південно-західній частині Тихого океану, які входить до однойменного округу. Розташована на північ від групи островів Тонгатапу та на південь від островів Вавау.

## Географія

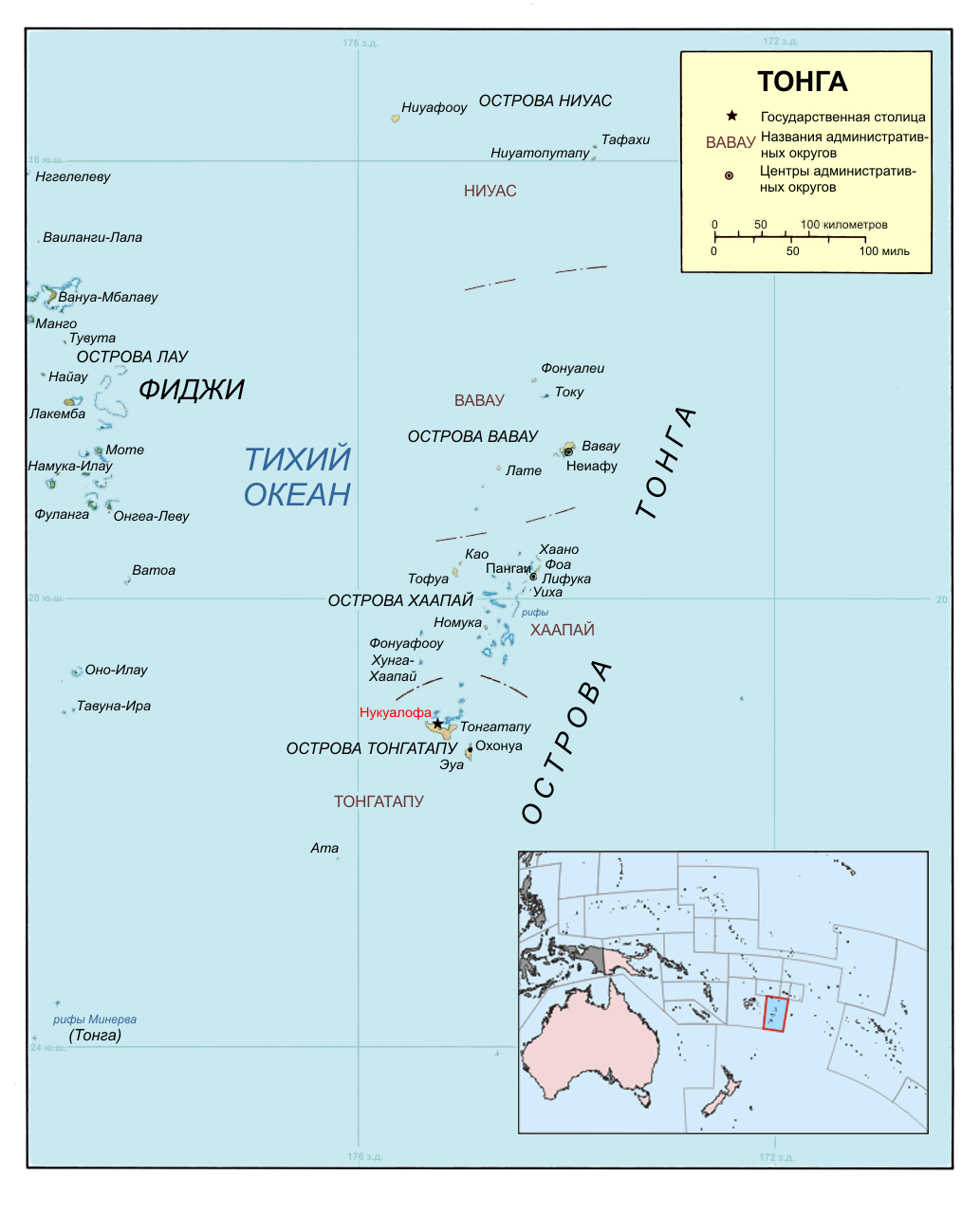
Розташуванн островів Хаапай

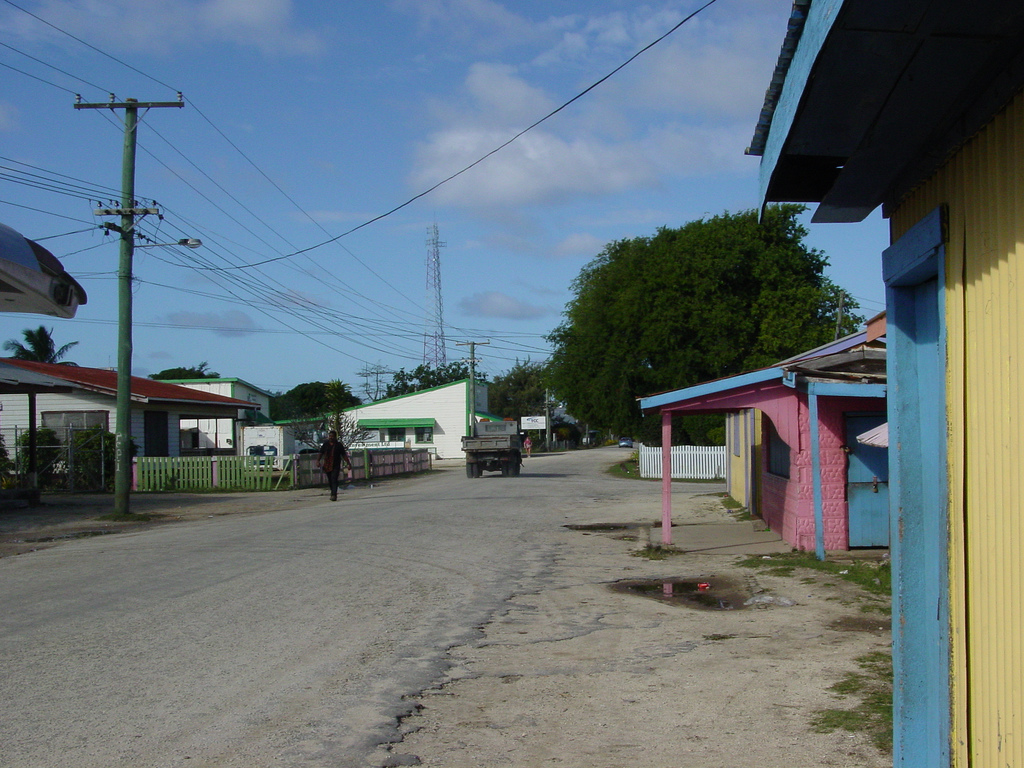
Центр міста Пангаї

Архіпелаг Хаапай знаходиться за 204 кілометрів на північ від острова Тонгатапу та за 130 кілометрів на південь від островів Вавау.
Група включає в себе 68 островів, з яких 17 заселені. Два головних населених пункти архіпелагу розташовані на острові Ліфука: Пангаї (де знаходиться аеропорт) та Га'ano. Площа заселених островів становить близько 109,98 км², а загальна площа всіх островів — 126 км². Більшість островів є низовинними атолами. Винятком є тільки вулканічні острови Тофуа (на ньому знаходиться діючий вулкан) та Као (на ньому розташований згаслий вулкан, висотою 1030 м). Це найвищий вулкан і вершина Королівства Тонга.
Найбільші острови групи — Тофуа, Ліфука та Фоа. Інші великі острови — Нукунамо, Ха'ано і Уїха. На захід від основної групи островів розташовані острови Тофуа і Као, на північний захід — острів Коту, на південь — острів Номука з групою островів Оту-Му'ому'а.

## Населення
Зміна чисельності населення архіпелагу Хаапай за переписом з 1996 по 2011 роки:
| Роки                        | 1996 | 2006  | 2011   |
| --------------------------- | ---- | ----- | ------ |
| Чисельність населення, осіб | 8138 | ▼7570 | ▼ 6616 |

## Історія
Згідно з археологічними розкопками, які проводилися в селі Хіхіфо на острові Ліфука, острови були заселені близько 1500 років до нашої ери представниками полінезійської культури лапіта. На Ліфука також були знайдені поховання людей, невелика фортеця, збудована, ймовірно, в XV столітті, а також кар'єр, де добували камінь.
Європейським першовідкривачем островів Хаапай став голландський мандрівник Абель Тасман, який відкрив в 1643 році острів Номука, де поповнив свої запаси прісної води. У 1774 і 1777 роках на деяких островах зупинявся англійський мандрівник Джеймс Кук. При цьому на одному з них мореплавець мало не став жертвою місцевих канібалів. Після цієї події, в 1777 році Кук назвав цю групу островів «Островами Дружби». 28 квітня 1789 року на острові Тофуа з частиною команди висадився англійський капітан Вільям Блай, після заколоту команди на його кораблі «Баунті». Однак їх атакували тубільці, і один з членів команди був убитий. Після цього Блай покинув Тофуа.
У вересні 2008 року швейцарець Ксав'єр Россет ентузіаст і мандрівник, прожив в одиночку на острові Тофуа 300 днів, взявши з собою на острів лише аптечку, супутниковий телефон, армійський ніж, мачете, одну пластину сонячних батарей і відеокамеру. Своє проживання він зняв на відео, після чого був змонтований фільм.
Хаапай став першою групою островів в архіпелазі Тонга, жителі якого прийняли християнство.